# Distretto di Mollendo
Il distretto di Mollendo è uno dei sei distretti della provincia di Islay, in Perù. Si trova nella regione di Arequipa e si estende su una superficie di 960,83 chilometri quadrati.

Istituito il 3 gennaio 1879, ha per capitale la città di Mollendo; nel censimento 2005 contava 23.672 abitanti.